# 인천신검단초등학교
인천신검단초등학교(仁川新黔丹初等學校)는 인천광역시 서구에 있는 공립 초등학교이다.

## 학교 연혁
- 2025년 9월 1일 : 개교